# Gisundbrua
Le Gisundbrua ou en français pont de Gisund, est un pont à poutres en porte-à-faux sur la route départementale 86 dans la commune de Senja dans le comté de Troms. Il traverse le Gisund à l'ouest de Finnsnes et relie Senja au continent.

## Histoire
Le pont a été inauguré le 23 juin 1972 par le prince héritier Harald. Il mesure 1 147 mètres de long, avec une portée maximale de 142,5 mètres. Sa hauteur de voilure est de 41 mètres et compte 25 travées. Autrefois financé par des péages, il est depuis longtemps amorti. Sur certaines cartes, le pont est appelé à tort « pont de Trangstraumen ».